# Рыскалин, Иван Яковлевич
Иван Яковлевич Рыскалин (1931—2012) — советский монтажник-рационализатор  производства в системе атомной промышленности. Герой Социалистического Труда (1966). 

## Биография
Родился 31 марта 1931 года в деревне Лопухи Рязанской области в крестьянской семье. 
С 1948 года после окончания Московского ремесленного училища был направлен в трест «Моспромтехмонтаж» МСМ СССР, в котором трудился до 1992 года. С 1948 года работал монтажником на строительстве комплекса зданий Московского государственного университета. С 1950 года  участвовал в качестве бригадира слесарей-монтажников в строительстве научного городка и монтаже физических установок ОИЯИ в городе Дубне, в монтаже крупнейшего кольцевого ускорителя ИВЭ в городе Протвино и ускорителя в Ереванском физическом институте.
29 июня 1966 года   «За выдающиеся успехи в перевыполнении планов 1959—1965 годов по социалистическим обязательствам и создании новой спецтехники» Указом Президиума Верховного Совета СССР Ивану Яковлевичу Рыскалину было присвоено звание Героя Социалистического Труда. 
С 1966 года во главе бригады монтажников работал на закрытых объектах Атомной промышленности — в Свердловске-45 и Красноярске-26 и в городе Протвино. 
С 1992 года на пенсии. Жил в  городе Троицке, где и умер 13 января 2012 года.

## Награды

### Ордена
- Медаль «Серп и Молот» (1966)
- Орден Ленина (1966)
- Орден Знак Почёта (1962)